# Pachycephala hypoxantha
Sibilante-do-bornéu ou assobiadeira-de-bornéu (Pachycephala hypoxantha) é uma espécie de ave da família Corvidae.
Pode ser encontrada nos seguintes países: Indonésia e Malásia.